# Alaşehir
La ciudad y distrito de Alaşehir, Turquía, anteriormente era conocida como Filadelfia. Se encuentra en la provincia de Manisa, aproximadamente a 45 km al sureste de Sardes.

## Población
- 40.735 habitantes.

## Geografía
- Altitud: 190 metros.
- Latitud: 38°20′41″ N
- Longitud: 28°31′38″ E[1]

La ciudad antigua estaba ubicada en una placa tectónica de constantes temblores. Estrabón refiere los constantes terremotos que sufría la ciudad a lo largo de su historia y que era el motivo de que tuviera pocos habitantes. También menciona la fertilidad de su tierra y la dedicación de la mayoría de sus gentes a la agricultura.

## Historia
Fue fundada en el 189 a. C.  en  la ruta que unía  Sardes a Colosas por el rey Eumenes II de Pérgamo[cita requerida]. Eumenes II le dio el nombre a la ciudad por amor a su hermano, que se convertiría en su sucesor, Átalo II (159 a. C.-138 a. C.), cuya lealtad le hizo ganarse el epíteto Filadelfo, que significa literalmente "el que ama a su hermano". Otras fuentes señalan que el fundador de la ciudad fue Atalo II.
Al no haber tenido heredero, Átalo III Filométor, el último de los reyes de la dinastía atálida de Pérgamo, donó su reino, incluida Filadelfia, a sus aliados romanos cuando murió en el 133 a. C. Roma estableció entonces la provincia de Asia en el 129 a. C. al combinar Jonia con el antiguo reino de Pérgamo. Durante el siglo I d. C. Filadelfia sufrió un terremoto que devastó la ciudad hasta dejarla en escombros. Más tarde fue reconstruida con ayuda del emperador que estaba vigente, por lo que le cambiaron el nombre a Neocesarea, aunque poco después se le volvió a dar el nombre de Filadelfia. Bajo Vespasiano, junto a Filadelfia llevó el nombre de Flavia y con estos dos nombres aparece en monedas en los siglos II y III.
La ciudad es principalmente conocida por ser una de las Siete Iglesias de Asia Menor mencionadas en el libro del Apocalipsis. También hay una carta de San Ignacio de Antioquía a los habitantes de Filadelfia.
En tiempos del emperador Caracalla se le dio el título de «Neokoros». Entre los siglos II y III aumentó la importancia de la ciudad, que organizó algunos festivales de la provincia de Asia y seguramente debido a sus aguas termales fue un lugar al que acudían muchos enfermos en busca de curación. Cuando, en 395, el Imperio romano se dividió en dos, la provincia de Asia se dividió a su vez en varias provincias más pequeñas y Filadelfia quedó encuadrada en la provincia de Lidia. No se sabe con seguridad si sufrió las  invasiones de los godos que ocurrieron poco después en Anatolia.
En el siglo VI debió ser una ciudad de importancia, como testimonia Juan Lido, que destaca sus festivales y dice que se conocía a la ciudad como «la pequeña Atenas» por sus templos, aunque también relata que durante la época de Juan de Capadocia los ciudadanos de Filadelfia estaban descontentos por los abusos en la recaudación de impuestos. En el siglo VII Filadelfia formaba parte del Tema anatólico y probablemente seguía manteniendo su importancia aunque fue una época de crisis y es posible que sufriera invasiones de persas o árabes. En el siglo VIII, cuando el Tema anatólico se dividió en tres regiones, Filadelfia quedó incluida en el Tema tracesiano. Las incursiones árabes afectaron la ciudad durante esta época, y duraron al menos hasta el siglo IX, cuando el Imperio bizantino entró en una fase de paz que duró hasta finales del siglo XI.
Después, durante un amplio periodo, la ciudad cambió a menudo de manos entre el Imperio bizantino y los selyúcidas. Filadelfia pasó a poder de los selyúcidas durante la expansión de esta dinastía, en el siglo XI, y aunque poco después, en 1086, fue recuperada por el Imperio bizantino, Kilij Arslan I la volvió a conquistar. Posteriormente, en 1098 Juan Ducas tomó Filadelfia durante la Primera cruzada. Una nueva conquista de la ciudad fue realizada por Kilij Arslan I en 1102, pero unos años más tarde, en 1107, Filadelfia volvió a estar bajo control de los bizantinos.
En el siglo XII, la ciudad era la principal fortificación del Imperio bizantino de una zona que por aquellos años era fronteriza con los turcos; en esta época debía ser la ciudad donde residían los gobernantes del Tema tracesiano. Eutimio Filócales fue designado gobernador de la zona y llegó a Filadelfia en 1109. La ciudad fue asediada por los turcos y Filócales ideó un plan para simular que la ciudad estaba abandonada, por lo que los sitiadores se dedicaron a saquear otros territorios de la zona. Otra guerra entre los bizantinos y los turcos tuvo lugar en 1112 pero las tropas turcas fueron derrotadas en Filadelfia. Unos años después, en 1119, bajo el emperador Juan II Comneno, los bizantinos emprendieron una expedición por Asia Menor para recuperar los territorios que habían sido ocupados por los turcos unos años antes. Entre estos estaba Filadelfia, a la que pusieron sitio y poco después la ciudad se rindió sin oponer resistencia.
En 1188/89 el noble Teodoro Mangafas se rebeló en Filadelfia contra el emperador bizantino Isaac II Ángelo y llegó a acuñar monedas con su nombre. El emperador puso sitio a la ciudad y la rebelión finalizó tras un acuerdo mediante el que se obligaba a exiliarse a Mangafas. La ciudad sufrió un saqueo en 1190, por el ejército alemán de la Tercera cruzada.
En 1204 Filadelfia pasó a pertenecer al Imperio de Nicea, fundado por Teodoro I Láscaris después de que los latinos, en la Cuarta cruzada, tomaran Constantinopla. En torno a Filadelfia hubo algunos enfrentamientos bélicos entre ese nuevo estado y los selyúcidas.
En 1304, la ciudad estaba sufriendo un nuevo asedio por los turcos del Beylicato de Germiyan, pero los almogávares —a los que había pedido ayuda Andrónico II Paleólogo— liberaron la ciudad, derrotando a los turcos en la Batalla de Aulax. Cuando los almogávares se retiraron, los germiyánidas sometieron a Filadelfia al pago de tributos en 1314 y en 1324 la asediaron, pero Alejo Filantropeno, a quien había encomendado Andrónico II Paleólogo la defensa de la ciudad, logró repeler el ataque. Algunos años después, en 1335, sin embargo, Filadelfia estaba bajo el Beylicato de Aydın.
En 1378, Manuel II Paleólogo prometió entregar la ciudad de Filadelfia a los turcos a cambio de ayuda del sultán otomano en la guerra civil bizantina. Sin embargo, los ciudadanos de Filadelfia se negaron a rendirse y la ciudad fue en realidad totalmente autónoma. No fue hasta 1390 cuando fue tomada por los otomanos; su sultán Bayezid I convocó a los líderes de la guerra civil Manuel II Paleólogo y Juan VII Paleólogo ordenando que un contingente bizantino se incorporara a las fuerzas sitiadoras. La caída de Filadelfia fue la caída del último asentamiento independiente cristiano griego en el oeste de Asia Menor. La ciudad cambió el nombre por el de Alaşehir.
Doce años más tarde, en 1402, fue conquistada por Tamerlán, que construyó un muro con los cadáveres de sus prisioneros.[cita requerida] Volvió a quedar bajo el dominio del Beylicato de Aydın en 1404 hasta que en 1425 el sultán Murad II la anexionó de manera definitiva al Imperio otomano.
Documentos del siglo XVI mencionan que la ciudad tenía 4000 habitantes y aún creció más en el siglo XVII. Su desarrollo continuó en el siglo XIX sobre todo por la línea de ferrocarril que llegó a la ciudad en 1875. Pasó de tener entre 7000 y 8000 habitantes a mediados del siglo XVIII a 22 000 en 1890.
La ciudad fue ocupada por los griegos el 26 de junio de 1920 y recuperada por los turcos el 4 de septiembre de 1921. En 1923, en aplicación del Tratado de Lausana, sus habitantes griegos fueron expulsados a Grecia donde algunos fundaron Nea Filadelfeia (Nueva Filadelfia).